# Ursprache
Als Ursprache (auch Grundsprache bzw. Protosprache) bezeichnet man in der Linguistik eine in der Regel hypothetische Sprachform, aus der sich alle Sprachen einer Sprachfamilie oder einer genetischen Einheit entwickelt haben. Hypothetische Ursprachen können mit den Verfahren der vergleichenden Sprachwissenschaft teilweise rekonstruiert werden. Ursprachen in diesem Sinn sind Gegenstand des Artikels.
Davon zu unterscheiden ist eine primitive Frühform der Sprache, die vor mehreren Millionen Jahren von Urmenschen gesprochen wurde (siehe hierzu Sprachursprung) und die ebenfalls als „Ursprache“ oder „Protosprache“ bezeichnet werden kann. Über eine „Ursprache“ in diesem Sinn liegen keine linguistischen Erkenntnisse vor. Von ihr ist nicht viel mehr bekannt, als dass es sie gegeben haben muss. Die Unmöglichkeit, die von Urmenschen gesprochene Sprache zu rekonstruieren, wurde bereits von Johann Gottfried Herder erkannt, der einer der Schöpfer des Begriffs Ursprache ist.

## Rekonstruktion
Durch den systematischen Vergleich der miteinander verwandten Nachfolgesprachen (zum Beispiel anhand von Wortgleichungen) können Ursprachen bis zu einem gewissen Grad erschlossen werden. Eine exakte und vollständige Rekonstruktion ist bei hypothetischen Ursprachen jedoch nicht möglich.
Eine Ausnahme ist das Lateinische, die Ursprache der romanischen Sprachen: Der Ursprung ist durch Schriftquellen außerordentlich gut belegt und muss nicht rekonstruiert werden. Allerdings ist der gemeinsame Ausgangspunkt der romanischen Sprachen nicht das klassische Latein der schriftlichen Überlieferung, sondern das gesprochene Latein der Spätantike. Dieses Vulgärlatein muss wiederum rekonstruiert werden, vor allem anhand der romanischen Einzelsprachen.

## Ursprache und Tochtersprachen
Die Nachfolgesprachen (manchmal auch „Folgesprachen“ genannt) werden häufig als Tochtersprachen bezeichnet. Die Ursprache wäre dann eigentlich die „Muttersprache“, doch weil der Begriff Muttersprache bereits eine andere Bedeutung hat, wird er in diesem Sinne selten verwendet. Gelegentlich findet man stattdessen aber die Bezeichnung Elternsprache.

## Ursprache und Vor-Ursprache
Nach der veralteten Stammbaumtheorie kann eine Ursprache als die Wurzel eines Baumes aufgefasst werden, dessen Zweige die späteren Einzelsprachen repräsentieren. Genau genommen handelt es sich jedoch nicht um die Wurzel, sondern um die Stelle der Verzweigung. Eine Ursprache ist nämlich nicht irgendeine gemeinsame Vorstufe, sondern die „jüngste“ gemeinsame Vorform aller belegten Sprachen einer Sprachfamilie (vergleichbar mit dem letzten gemeinsamen Vorfahren in der Genetik, siehe Most recent common ancestor).
Die zu einer Sprachfamilie „X“ gehörige Ursprache wird „Ur-X“ („Proto-X“) oder „X“ genannt, eine frühere Stufe „Früh-Ur-X“ und eine Vorstufe „Vor-Ur-X“ oder „Vor-X“ („Prä-X“). Die Unterscheidung zwischen „Ur-X“ und „Vor-Ur-X“ wird allerdings nicht immer genau beachtet, insbesondere wenn sich zwischen der Vorstufe und der Proto-Stufe keine weiteren bekannten Sprachformen abgezweigt haben. Die älteren Vorläufer (Vor-Ur-X) sind nicht auf vergleichendem Wege erschließbar, sondern nur durch interne Rekonstruktion, gegebenenfalls mithilfe von frühen Lehnwortschichten.

## Ursprachen als „moderne“ Sprachen
Der Begriff Ursprache oder Protosprache kann irreführenderweise suggerieren, es handele sich um eine „einfache“ (primitive) Sprache. Mit dem Sprachursprung haben die in der Linguistik erforschten Ursprachen jedoch nichts zu tun. Der Erwerb der Sprachfähigkeit durch den Menschen verlief in unbekannten Zwischenschritten mindestens über Jahrhunderttausende. Ursprachen, die in vielen Einzelheiten linguistisch rekonstruiert werden können, sind also zu unterscheiden von einer hochspekulativen „Proto-Sprache“, die von Urmenschen gesprochen wurde.
Auch eine theoretische Proto-Welt-Sprache (eine hypothetische Ursprache aller heute gesprochenen Sprachen) läge zeitlich sehr weit vor einer konkreten Ursprache wie der Proto-Indoeuropäischen, die etwa auf 3500 v. Chr. datiert wird. Diese Datierung kennzeichnet die Periode des beginnenden Spätneolithikums. Ursprachen im hier besprochenen Sinne gehören immer zu einer begrenzten, nachweisbar historisch zusammenhängenden Gruppe von Sprachen.
Ursprachen haben auch keine „primitivere“ Struktur als die heutigen Sprachen. Es sind im Grunde ganz normale, „moderne“ und sehr komplexe Sprachen, vergleichbar mit den aus der Antike, dem Mittelalter und der Gegenwart bekannten Sprachen. Mit diesen hochentwickelten Ursprachen konnte man im Prinzip alles ausdrücken, wobei Ausdrücke für moderne Erscheinungen natürlich fehlen.

## Beispiele
Ein typisches Beispiel für eine rekonstruierte Ursprache ist die indogermanische Ursprache (Urindogermanisch), die aus den indogermanischen Einzelsprachen rekonstruiert worden ist. Nach dem Vorbild des Indogermanischen sind inzwischen für viele Sprachfamilien oder genetische Einheiten Ursprachen rekonstruiert worden, zum Beispiel Proto-Uralisch, Proto-Turkisch, Proto-Mongolisch, Proto-Tungusisch, Proto-Sinotibetisch, Proto-Semitisch, Proto-Afroasiatisch, Proto-Nilosaharanisch (mit Einschränkungen), Proto-Bantu und viele andere.
Andererseits gibt es bedeutsame Sprachfamilien, bei denen eine Rekonstruktion der Ursprache bisher nicht gelungen ist, z. B. die Niger-Kongo-Sprachen.